# Fuding
 Fuding is een stad in de provincie Fujian van China. Fuding ligt in de prefectuur Ningde. Fuding heeft ruim 550.000 inwoners. Fuding is ook een arrondissement.